# Otten Cup

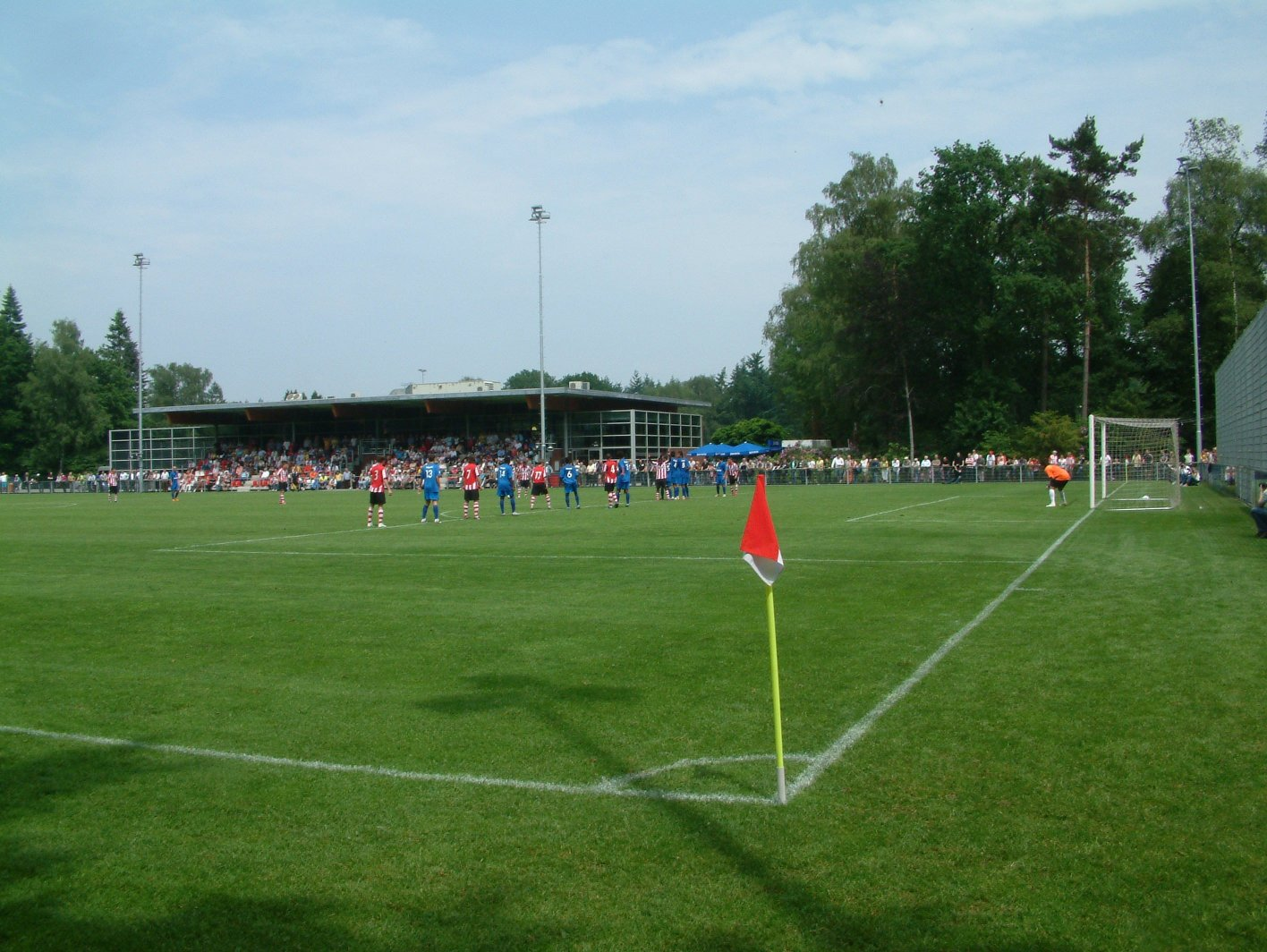
PSV - Pão de Açúcar tijdens de Otten Cup op 31 mei 2008.

De Otten Cup is een voetbaltoernooi voor A-junioren georganiseerd door PSV.
Het toernooi wordt sinds 1947 georganiseerd. Het toernooi is vernoemd naar Frans Otten, de president van Philips in 1947. Zijn naam staat nog steeds op de wisselbeker. In het begin was het een regionaal toernooi, maar al snel kwamen deelnemers uit het hele land. Sinds 1957 is het een Internationaal Toernooi en sinds het einde van de vorige eeuw zelfs een Intercontinentaal Toernooi. Vele jeugdspelers die hebben deelgenomen aan het toernooi bereikten later de top, zoals Jan Vennegoor of Hesselink, Giovanni van Bronckhorst, John Heitinga en Ibrahim Afellay.
Op 25 maart 2020 maakte PSV bekend dat de Otten Cup van 2020 van de kalender ging i.v.m. het coronavirus.
Vanaf 2023 ging de Ottencup verder als de Otten Innovation Cup.

## Winnaars
Blauw-Wit uit Amsterdam heeft de eerste Otten-cup in haar bezit gekregen toen het drie keer het toernooi had gewonnen. Daarna zijn de regels aangepast. De vereniging die drie jaar achtereen of vijf maal in totaal beslag weet te leggen op de Otten Cup, mag zich definitief eigenaar noemen van de wisseltrofee. De tweede Otten Cup kwam in 1963 in het bezit van Sunderland AFC. In 1967, 1978, 1988 en 2003 verhuisden de derde, vierde, vijfde en zesde Otten Cup naar PSV. Drie jaar later in 2006 mocht EC Vitória de zevende Otten Cup behouden.
| Jaar | Winnaar                   |
| ---- | ------------------------- |
| 1947 | BVV                       |
| 1948 | De Valk                   |
| 1949 | Blauw-Wit                 |
| 1950 | ADO Den Haag              |
| 1951 | Feyenoord                 |
| 1952 | SBV Vitesse               |
| 1953 | Blauw-Wit                 |
| 1954 | Blauw-Wit                 |
| 1955 | PSV Eindhoven             |
| 1956 | SBV Vitesse               |
| 1957 | AFC Ajax                  |
| 1958 | Blauw-Wit                 |
| 1959 | Blauw-Wit                 |
| 1960 | Patro Eisden Maasmechelen |
| 1961 | Sunderland AFC            |
| 1962 | Sunderland AFC            |
| 1963 | Sunderland AFC            |
| 1964 | FC Volendam               |
| 1965 | PSV Eindhoven             |
| 1966 | PSV Eindhoven             |
| 1967 | PSV Eindhoven             |
| 1968 | Willem II                 |
| 1969 | Borussia Mönchengladbach  |
| 1970 | Sunderland AFC            |
| 1971 | PSV Eindhoven             |
| 1972 | Sparta Rotterdam          |
| 1973 | Blauw-Wit                 |
| 1974 | Feyenoord                 |
| 1975 | Cercle Brugge             |
| 1976 | PSV Eindhoven             |
| 1977 | PSV Eindhoven             |
| 1978 | PSV Eindhoven             |
| 1979 | Cercle Brugge             |
| 1980 | Sparta Rotterdam          |
| 1981 | PSV Eindhoven             |
| 1982 | Sparta Rotterdam          |
| 1983 | PSV Eindhoven             |
| 1984 | PSV Eindhoven             |
| 1985 | AFC Ajax                  |
| 1986 | AFC Ajax                  |
| 1987 | PSV Eindhoven             |
| 1988 | PSV Eindhoven             |
| 1989 | AFC Ajax                  |
| 1990 | PSV Eindhoven             |
| 1991 | PSV Eindhoven             |
| 1992 | AFC Ajax                  |
| 1993 | Bayer Leverkusen          |
| 1994 | PSV Eindhoven             |
| 1995 | EC Vitória                |
| 1996 | EC Vitória                |
| 1997 | AFC Ajax                  |
| 1998 | EC Vitória                |
| 1999 | AFC Ajax                  |
| 2000 | Ichiritsu Funabashi       |
| 2001 | VfB Stuttgart             |
| 2002 | PSV Eindhoven             |
| 2003 | PSV Eindhoven             |
| 2004 | EC Vitória                |
| 2005 | EC Vitória                |
| 2006 | EC Vitória                |
| 2007 | SC Internacional          |
| 2008 | FC Twente/Heracles        |
| 2009 | PSV Eindhoven             |
| 2010 | Borussia Mönchengladbach  |
| 2011 | FC Barcelona              |
| 2012 | FC Barcelona              |
| 2013 | Real Madrid               |
| 2014 | Red Bull Brasil           |
| 2015 | PSV Eindhoven             |
| 2016 | RSC Anderlecht            |
| 2017 | Internazionale            |
| 2018 | Geen competitie           |
| 2019 | Internazionale            |
| 2020 | Geen competitie           |
| 2021 | Geen competitie           |
| 2022 | Geen competitie           |
| 2023 | PSV Eindhoven             |
| 2024 | PSV Eindhoven             |

ref: 
| Jaar | Best goalkeeper         | Best goalkeeper     | Best defender                  | Best defender       | Best midfielder        | Best midfielder    | Best attacker              | Best attacker            | Topscoorder          | Topscoorder   | ref.   |
| ---- | ----------------------- | ------------------- | ------------------------------ | ------------------- | ---------------------- | ------------------ | -------------------------- | ------------------------ | -------------------- | ------------- | ------ |
| 2002 | Kenneth Vermeer         | AFC Ajax            | Jan Wuytens                    | PSV Eindhoven       | Richard Blonk          | Feyenoord          | Johan Vonlanthen           | PSV Eindhoven            |                      |               | [ 3 ]  |
| 2003 | Carlos Vitor Costa      | EC Vitória          | Hedwiges Maduro                | AFC Ajax            | Karim El Ahmadi        | FC Twente          | Tim Janssen                | PSV Eindhoven            |                      |               | [ 3 ]  |
| 2004 | Kenneth Vermeer         | AFC Ajax            | Caue de Mata                   | EC Vitória          | Lasse Schöne           | Sc Heerenveen      | Hulk                       | EC Vitória               |                      |               | [ 3 ]  |
| 2005 | Ruud Boffin             | PSV Eindhoven       | Evander Sno                    | Feyenoord           | Guy Dufour             | PSV Eindhoven      | Reza Ghoochannejhad        | Sc Heerenveen            |                      |               | [ 3 ]  |
| 2006 | Andre Martins           | Sporting Lissabon   | Murilo Santaria                | EC Vitória          | Rochdi Achenteh        | PSV Eindhoven      | Género Zeefuik             | PSV Eindhoven            |                      |               | [ 3 ]  |
| 2007 | Luiz Carlos Bitencourt  | SC Internacional    | Jose Maria Anton Samper        | Real Madrid         | Tales Tlaija Souza     | SC Internacional   | Jonathan Reis              | PSV Eindhoven            | Jonathas Jesus       | Cruzeiro EC   | [ 4 ]  |
| 2008 | Jeroen Zoet             | PSV Eindhoven       | Sebastian Sumelka              | FC Twente/Heracles  | Bernardo Viera Souza   | Cruzeiro EC        | Denis William Pepe Moreira | Pao de Acucar            | Bernardo Viera Souza | Cruzeiro EC   | [ 5 ]  |
| 2009 | Jeroen Zoet             | PSV Eindhoven       | Birger Longueville             | RSC Anderlecht      | Faysal Shayesteh       | FC Twente/Heracles | Ola John                   | FC Twente                |                      |               | [ 6 ]  |
| 2010 | Stefan Roef             | RSC Anderlecht      | Nehemie Muzembo                | RSC Anderlecht      | Fernando Canesin Matos | RSC Anderlecht     | Amin Younes                | Borussia Mönchengladbach | [ 7 ]                |               |        |
| 2011 | Jordan Pickford         | Sunderland AFC      | Stefano Denswil                | AFC Ajax            | Marcel Ritzmaier       | PSV Eindhoven      | Ernesto Cornejo Sanchez    | FC Barcelona             | Jürgen Locadia       | PSV Eindhoven | [ 8 ]  |
| 2012 | Nick Olij               | AZ Alkmaar          | Menno Koch                     | PSV Eindhoven       | Fernando Quesada       | FC Barcelona       | Nathan Kabasele            | RSC Anderlecht           |                      |               | [ 9 ]  |
| 2013 | Zeus de la Paz          | PSV Eindhoven       | José León Bernal               | Real Madrid         | Zacharie Enguene       | FC Barcelona       | Antonio Sanabria           | FC Barcelona             | [ 10 ]               |               |        |
| 2014 | Mile Svilar             | RSC Anderlecht      | Luan Leite da Silva            | Red Bull Brasil     | Albert Guðmundsson     | Sc Heerenveen      | Sheyi Ojo                  | Liverpool FC             | [ 11 ]               |               |        |
| 2015 | Léonard Agguone         | Paris Saint-Germain | Dan-Axel Zagadou               | Paris Saint-Germain | Dante Rigo             | PSV Eindhoven      | Harry Wilson               | Liverpool FC             | [ 11 ]               |               |        |
| 2016 | Jordan Esteves Da Costa | Red Bull Brasil     | Wout Faes                      | RSC Anderlecht      | Dante Rigo             | PSV Eindhoven      | Tahith Chong               | Manchester United FC     | [ 11 ]               |               |        |
| 2017 | Garissone Innocent      | Paris Saint-Germain | Armando Obispo                 | PSV Eindhoven       | Xian Emmers            | Internazionale     | Mauro Júnior               | PSV Eindhoven            | [ 11 ]               |               |        |
| 2018 | Geen competitie         | Geen competitie     | Geen competitie                | Geen competitie     | Geen competitie        | Geen competitie    | Geen competitie            | Geen competitie          | [ 11 ]               |               |        |
| 2019 | Maxime Delanghe         | PSV Eindhoven       | Shurandy Sambo                 | PSV Eindhoven       | Christopher Attys      | Internazionale     | Anthony Gordon             | Everton FC               | [ 11 ]               |               |        |
| 2020 | Geen competitie         | Geen competitie     | Geen competitie                | Geen competitie     | Geen competitie        | Geen competitie    | Geen competitie            | Geen competitie          | [ 11 ]               |               |        |
| 2021 | Geen competitie         | Geen competitie     | Geen competitie                | Geen competitie     | Geen competitie        | Geen competitie    | Geen competitie            | Geen competitie          | [ 11 ]               |               |        |
| 2022 | Geen competitie         | Geen competitie     | Geen competitie                | Geen competitie     | Geen competitie        | Geen competitie    | Geen competitie            | Geen competitie          | [ 11 ]               |               |        |
| 2023 | Oscar Buur              | FC Kopenhagen       | Alexandre César Santos Ribeiro | Red Bull Bragantino | Devon Decorte          | RSC Anderlecht     | Emir Bars                  | PSV Eindhoven            | [ 11 ]               |               |        |
| 2024 | Tijn Smolenaars         | PSV Eindhoven       | Danilo Lucas da Silva Augusto  | Red Bull Bragantino | Gabriel Castrelo       | Atlético Madrid    | James Scanlon              | Manchester United FC     |                      |               | [ 12 ] |

ref: 
| Club                      | Winnaar | Jaar |
| ------------------------- | ------- | --- |
| PSV Eindhoven             | 21      | 1955, 1965, 1966, 1967, 1971, 1976, 1977, 1978, 1981, 1983, 1984, 1987, 1988, 1990, 1991, 1994, 2002, 2003, 2009, 2015, 2023, 2024 |
| AFC Ajax                  | 7       | 1957, 1985, 1986, 1989, 1992, 1997, 1999                                                                                           |
| EC Vitória                | 6       | 1995, 1996, 1998, 2004, 2005, 2006                                                                                                 |
| Blauw-Wit                 | 6       | 1949, 1953, 1954, 1958, 1959, 1973                                                                                                 |
| Sunderland AFC            | 4       | 1961, 1962, 1963, 1970 |
| Sparta Rotterdam          | 3       | 1972, 1980, 1982 |
| Internazionale            | 2       | 2017, 2019 |
| Borussia Mönchengladbach  | 2       | 1969, 2010 |
| Cercle Brugge             | 2       | 1975, 1979 |
| Feyenoord                 | 2       | 1951, 1974 |
| FC Barcelona              | 2       | 2011, 2012 |
| SBV Vitesse               | 2       | 1952, 1956 |
| RSC Anderlecht            | 1       | 2016 |
| Red Bull Brasil           | 1       | 2014 |
| Real Madrid               | 1       | 2013 |
| FC Twente/Heracles        | 1       | 2008 |
| SC Internacional          | 1       | 2007 |
| VfB Stuttgart             | 1       | 2001 |
| Ichiritsu Funabashi       | 1       | 2000 |
| Bayer Leverkusen          | 1       | 1993 |
| Willem II                 | 1       | 1968 |
| FC Volendam               | 1       | 1964 |
| Patro Eisden Maasmechelen | 1       | 1960 |
| ADO Den Haag              | 1       | 1950 |
| De Valk                   | 1       | 1948 |
| BVV                       | 1       | 1947 |